# غاز چوب‌رو
غاز چوب‌رو (نام علمی: Branta hylobadistes) نام یک گونه از سرده غازهای سیاه است.